# Munella gayda
Munella gayda là một loài chân đều trong họ Haplomunnidae. Loài này được Wilson & Hessler miêu tả khoa học năm 1974.